# Шугаївка
Шуга́ївка —  село в Україні, у Лозівській міській громаді Лозівського району Харківської області. Населення становить 44 осіб. До 2020 орган місцевого самоврядування — Орільська селищна рада.

## Географія
Село Шугаївка знаходиться на лівому березі Орільського водосховища, біля його греблі. За 1 км знаходиться селище Орілька. Поруч проходить залізниця, станція Орілька за 2 км.

## Історія
1953 — дата заснування.
12 червня 2020 року, відповідно до Розпорядження Кабінету Міністрів України  № 725-р «Про визначення адміністративних центрів та затвердження територій територіальних громад Харківської області», увійшло до складу Лозівської міської громади.
17 липня 2020 року, в результаті адміністративно-територіальної реформи та ліквідації колишнього Лозівського району (1923—2020), увійшло до складу новоутвореного Лозівського району Харківської області.